# Coll de Sóller
El Coll de Sóller es un puerto de montaña situado en la isla de Mallorca, España, concretamente en el término municipal de Buñola. Tiene una altura de 497 metros, que separa el Llano de Mallorca del Valle de Sóller. Es atravesado por la Ma-11a, la antigua Carretera de Sóller y está situado entre los macizos de Alfabia y del Teix.
Era un lugar de paso obligado para ir hasta Sóller o Fornaluch desde la mayoría de puntos de la isla de Mallorca, pero actualmente ya no es así desde la construcción del túnel de Sóller.

## Galería

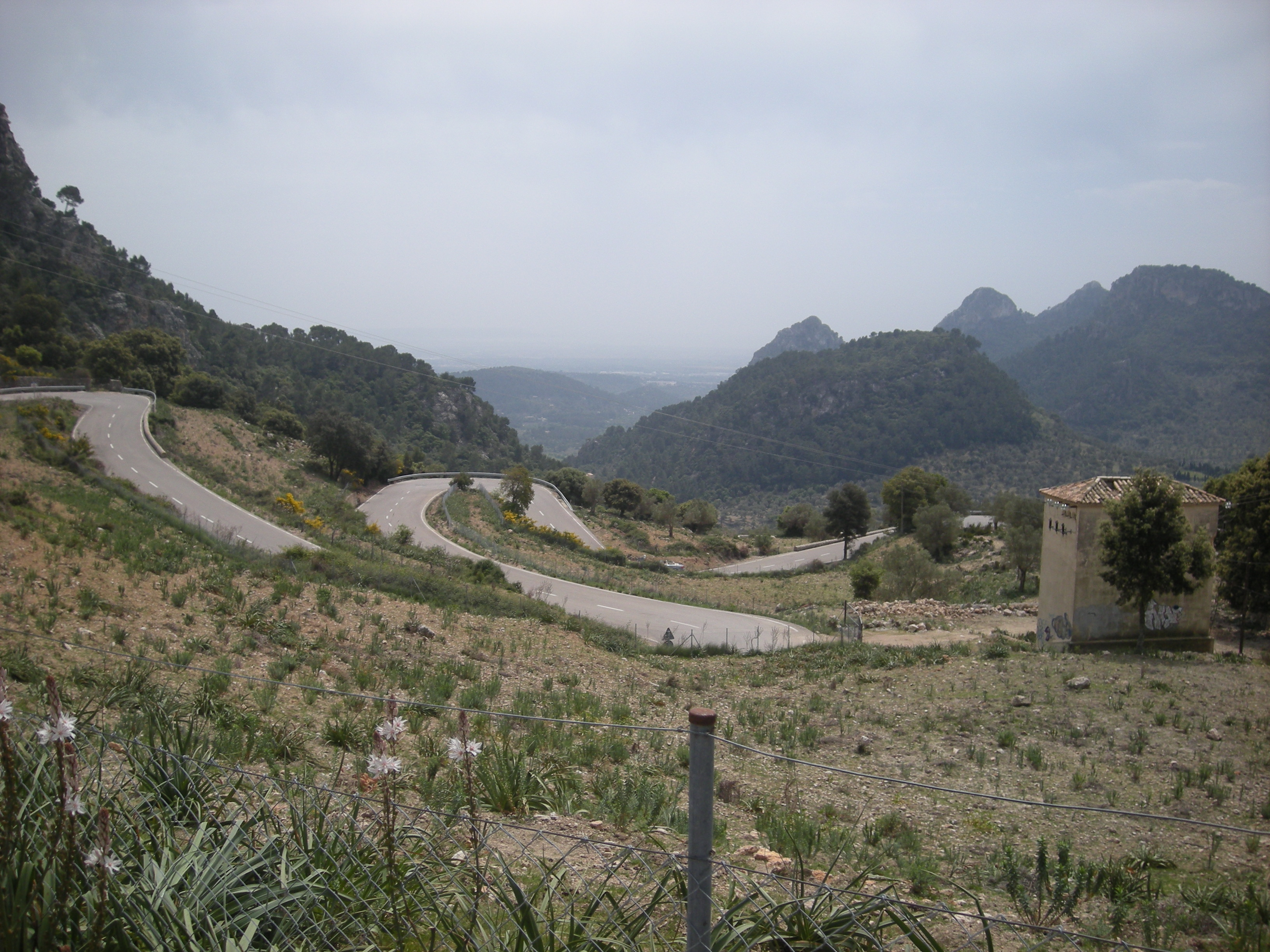
Vertiente sur del Coll de Sóller
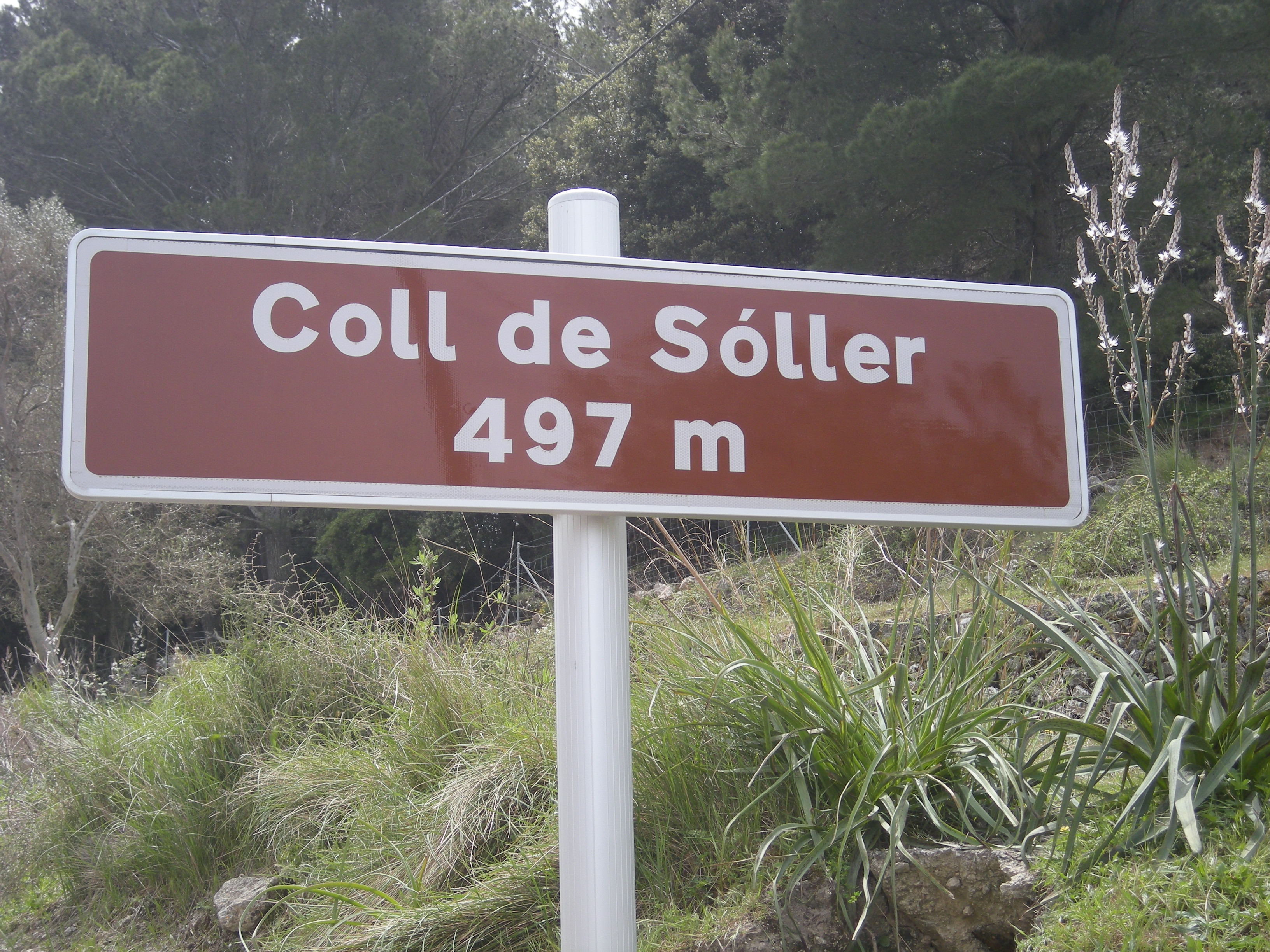
Cartel indicador
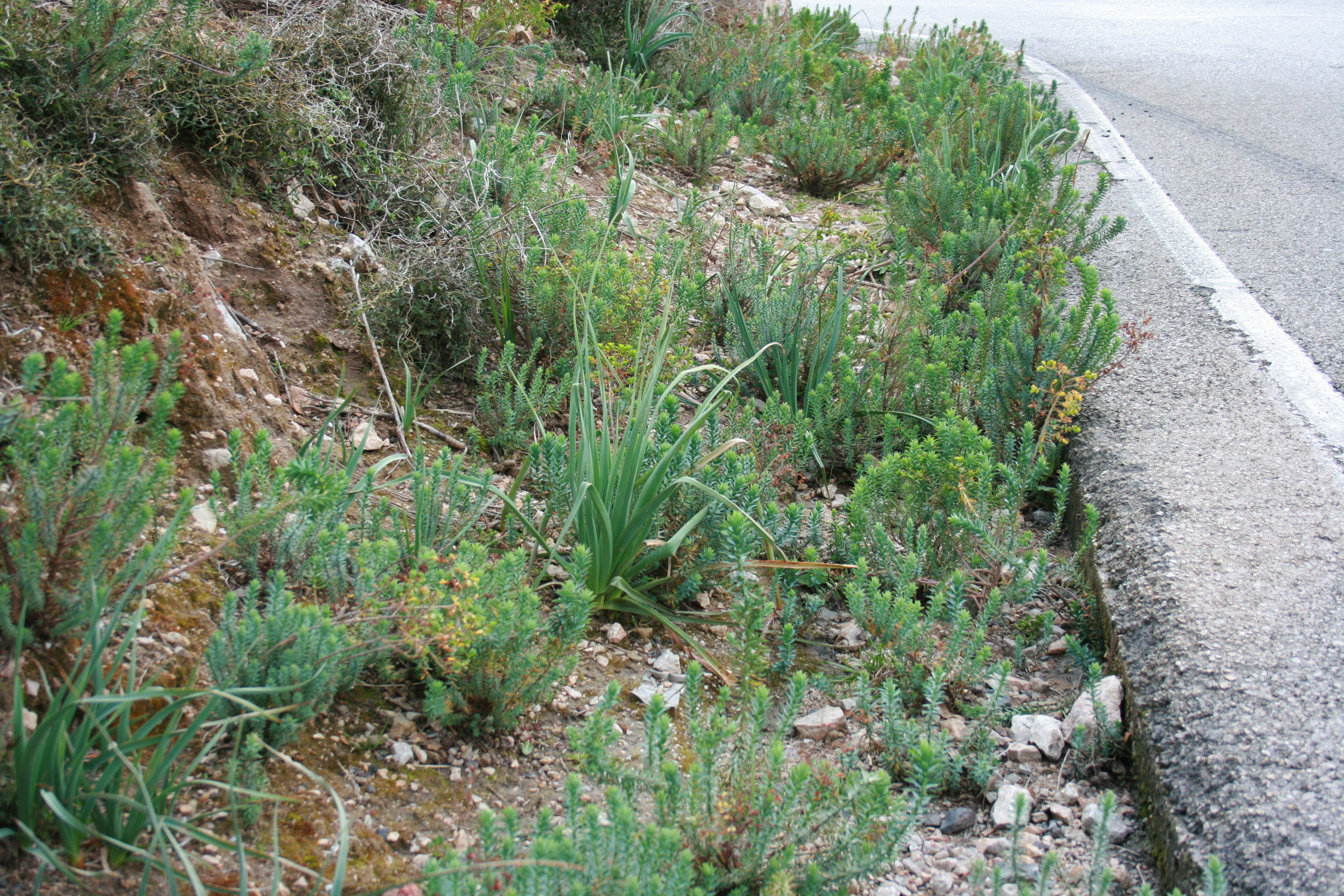
Euphorbia pithyusa creciendo en el arcén de la carretera del Coll de Sóller